# Eva Cassidy
Eva Marie Cassidy (sinh ngày 2 tháng 2 năm 1963 – mất ngày 2 tháng 11 năm 1996) là một ca sĩ và nhạc sĩ chơi đàn guitar, hát các loại nhạc jazz, blues, dân ca, phúc âm, country, rock và pop. Vào năm 1992, cô cho phát hành dĩa nhạc đầu tiên The Other Side, hát đôi với ca sĩ Chuck Brown, sau đó đĩa đơn vào năm 1996 với tựa Live at Blues Alley. Mặc dù Cassidy đã được vinh danh bởi hội nhạc vùng Washington, cô không được biết tới ngoài khu vực Washington DC, nơi mà cô mất vì bệnh ung thư da vào năm 1996.
4 năm sau đó, nhạc của Cassidy được thính giả Anh để ý tới, khi bản nhạc "Fields of Gold" và "Over the Rainbow" được Mike Harding và Terry Wogan trình diễn trên đài BBC Radio 2. Theo sau sự đáp ứng tràn ngập, một video của bản "Over the Rainbow", quay tại Blues Alley ở Washington bởi bạn cô Bryan McCulley, được chiếu trên Top of the Pops 2 của BBC 2. Chẳng bao lâu sau đó, đĩa nhạc sưu tập Songbird lên tột đỉnh các dĩa bán chạy nhất tại Anh, gần 3 năm sau khi nó được phát hành. Sự thành công ở Ireland và Anh dẫn tới sự công nhận gia tăng khắp mọi nơi trên thế giới; những bài nhạc của cô được xuất bản sau khi chết, bao gồm 3 bài hạng nhất ở Anh, bán được hơn 10 triệu dĩa. Âm nhạc của cô cũng nằm vào danh sách 10 bản bán chạy nhất ở Úc, Áo Thụy Điển, Na Uy và Thụy Sĩ.

### Đĩa nhạc
| Tựa                     | Phát hành | Hãng đĩa        | Ghi chú                                                                                 |
| ----------------------- | --------- | --------------- | --------------------------------------------------------------------------------------- |
| The Other Side          | 1992      | Liaison         | Chuck Brown hợp tác với Eva Cassidy                                                     |
| Live at Blues Alley     | 1997      | Blix Street     | Ban đầu được tự phát hành dưới hãng đĩa Eva Music năm 1996                              |
| Eva by Heart            | 1997      | Blix Street/Hot | Ban đầu được phát hành dưới hãng đĩa Liaison Records, album đơn ca duy nhất của Cassidy |
| Songbird                | 1998      | Blix Street/Hot | Album tổng hợp; UK: #1 (Chứng nhận bạch kim x6 - 1,8 triệu bản), US (Pop Catalog): #1   |
| Time After Time         | 2000      | Blix Street/Hot |                                                                                         |
| Imagine                 | 2000      | Blix Street/Hot | UK: #1 (Chứng nhận bạch kim - 300.000 bản)                                              |
| American Tune           | 2003      | Blix Street/Hot | UK: #1 (Chứng nhận vàng - 100.000 bản)                                                  |
| Wonderful World         | 2004      | Blix Street/Hot | Album tổng hợp; UK: #11 (Chứng nhận vàng - 100.000 bản)                                 |
| Somewhere               | 2008      | Blix Street/Hot | UK: #4 (Chứng nhận vàng - 100.000 bản)                                                  |
| Simply Eva              | 2011      | Blix Street     | UK: #4 (Chứng nhận vàng - 100.000 bản)                                                  |
| The Best of Eva Cassidy | 2012      | Blix Street     | UK: #22                                                                                 |

### Đĩa đơn
| Tựa                      | Phát hành | Hãng đĩa  | Ghi chú                                                            |
| ------------------------ | --------- | --------- | ------------------------------------------------------------------ |
| "Over the Rainbow"       | 2001      |           | UK: #42 - Lọt bảng xếp hạng từ tháng 4 đến tháng 8 năm 2011        |
| "Take My Breath Away"    | 2003      |           | UK: #54                                                            |
| "What a Wonderful World" | 2007      | Dramatico | Phát hành sau khi qua đời, có sự góp giọng của Katie Melua; UK: #1 |
| "Songbird"               | 2009      |           | UK: #56                                                            |

### Xuất bản không giấy phép
| Tựa             | Phát hành | Hãng đĩa | Ghi chú                                                              |
| --------------- | --------- | -------- | -------------------------------------------------------------------- |
| Live at Pearl's | 1994      | -        | bootleg recording taped at Pearl's Restaurant in Annapolis, Maryland |

### Video ca nhạc
| Tựa               | Phát hành | Định dạng                      | Ghi chú |
| ----------------- | --------- | ------------------------------ | ------- |
| Eva Cassidy Sings | 2004      | PAL DVD (Region 2 và Region 4) |         |